# George Atwood
George Atwood (getauft am 15. Oktober 1745 in London; † 11. Juli 1807 in Westminster, London) war ein englischer Physiker und Erfinder.

## Leben und Wirken
Atwood war der älteste Sohn von Reverend Thomas Atwood und dessen Frau Isabella. Er besuchte das Trinity College der Universität Cambridge, wo er promoviert wurde und als Fellow Lehraufgaben übernahm. 1776 wurde er Mitglied der Royal Society. 1784 veröffentlichte er das Lehrbuch A Treatise on the Rectilinear Motion, in der er die nach ihm benannte Atwoodsche Fallmaschine beschreibt, eine Vorrichtung zum Nachweis der Gesetze des freien Falls der Körper, und ein Buch über die Grundsätze der Physik unter dem Titel An analysis of a course of lectures on the principles of natural philosophy.
In seiner Freizeit beschäftigte er sich mit dem Schachspiel. Er war ein Schüler Philidors, mit dem er zahlreiche Partien spielte, von denen 14 erhalten sind. Atwoods Aufzeichnungen dienten als Grundlage des 1835 von George Walker veröffentlichten Buches A selection of games at chess, actually played by Philidor and his Contemporaries.
Atwood war zudem Privatsekretär von William Pitt, dem damaligen Premierminister. Er hatte einen Bruder James Atwood (1758–1810), der ebenfalls das Trinity College besuchte und als Kaplan der East India Company für St Thomas’ Mount und Poonamallee nach Indien ging. und einen Bruder Reverend Thomas Alexander Atwood (1764–1805).

## Auszeichnungen und Ehrungen
- 1769: Smith-Preis
- 1796: Copley-Medaille

Der Mondkrater Atwood ist nach ihm benannt.

## Schriften (Auswahl)
- A Treatise on the Rectilinear Motion and Rotation of Bodies. Cambridge University Press, 1784 (Digitalisat auf archive.org).
- Analysis of a Course of Lectures on the Principles of Natural Philosophy. Cambridge 1784.
- The construction and analysis of geometrical propositions, determining the positions assumed by homogeneal bodies which float freely and at rest on a fluid surface. In: Philosophical Transactions of the Royal Society. 1796 (Digitalisat der portugiesischen Übersetzung von 1798).
- Review of the Statutes and Ordinances of Assize which have been established in England from the 4th year of King John, 1202, to the 37th of his present Majesty. London 1801.
- Dissertation on the Construction and Properties of Arches. London 1801 (Teil II: 1804).